# 디바 하우스
디바 하우스(영어: Diva house) 또는 핸드백 하우스(영어: Handbag house)는 1990년대 후반기에 게이 클럽에서 가장 인기를 끌었던 앤섬 성격의 하우스 음악 하위 장르이다. 《현대 영국 문화 백과사전》은 핸드백 하우스를 "두드러지는 여성 보컬, 브레이크다운, 피아노 '스탭(stab)'의 다량 사용"으로 정의한다. 현대의 디바 하우스 작품들은 신스 스탭과 포온더플로어 리듬을 사용한다.

## 배경
"디바 하우스"라는 용어는 1992년 7월에 잡지 《빌보드》가 디 디 시몬의 〈What Are We Doin'〉을 "철의 폐를 가진 디바 하우스"로 묘사했을 때부터 사용되었다. 이 장르는 웅장한 남녀공용 보컬로 유명하며, 때로는 다른 녹음에서 샘플링되기도 한다. 이러한 샘플은 솔, 디스코, 가스펠 녹음, 심지어 벳 미들러, 주디 갈런드, 라이자 미넬리와 같은 가수들과 다른 게이 아이콘들이 공연한 쇼 튠에서 비롯된다. 이 웅장한 장르는 댄스 전문가들이 공연한 곡뿐만 아니라 비욘세, 카일리 미노그, 셰어, 패티 라벨, 아레사 프랭클린, 머라이어 캐리, 휘트니 휴스턴, 마돈나와 같은 가수들의 팝송 클럽 리믹스를 포함할 수 있다.
"핸드백 하우스"라는 용어는 특히 영국 댄스플로어에서 인기가 많았으며, 여성 클럽 방문객들이 자신들의 핸드백 더미 주위에서 춤을 추는 개념을 의미한다. 댄스 문화에서 '핸드백 하우스'라는 단어의 사용은 처음에는 경멸적인 용어로 시작되었다.
1990년대에 게이 클럽과 게이 문화가 주류가 되면서 하우스 음악도 주류가 되었다. 디바 하우스의 접근성은 게이 클럽 음악의 주류화를 이끌었다. 특히 영국에서 핸드백 하우스는 클럽 문화를 상징하게 되었다. 음악 역사가인 빌 브루스터와 프랭크 브로턴에 따르면, 1990년대 중반까지 핸드백 하우스는 클럽 활동을 "주류 여가 활동"으로 만드는 데 기여했다. 1990년대에 게이 문화가 주류화되면서 "디바"는 이전에 이탈로 디스코 작곡으로만 정의되던 하우스 음악을 게이 댄스 씬과 연결시키는 단어가 되었다.
음악 평론가 사이먼 레이놀즈는 핸드백 하우스가 "처음에는 경멸적인 용어로, 여성들에게, 그리고 무엇보다도 샤론과 트레이시라는 민속 신화적 구성에 어필했다고 알려진 앤섬적이고 차트에 진입하는 하우스 곡에 대해 거만한 전문가들이 만들어낸 용어였다"고 주장한다. 일렉트로닉 음악 프로듀서 이완 피어슨과 학자 제레미 길버트에 따르면, "핸드백 하우스"는 "멜로디와 언어라는 '주류' 음악적 우선순위를 피하는 더욱 난해한 음악 사운드를 선호하는 댄스 음악 팬들에게 '플라스틱 디스코'로 종종 비난받는다." 핸드백 하우스의 주류적인 매력은 언더그라운드 댄스 음악 순수주의자들이 하드백, 프로그레시브 하우스, 딥 하우스, 개러지 하우스와 같은 파생 장르로 몰려들게 했다. 사회학자 둔자 브릴은 핸드백 하우스에 대한 비판이 "레이브족이 자신들의 하위문화를 정의하는 대상인 '핸드백 하우스'라는 비하된 주류의 클럽 문화적 표현에서 여성 혐오적인 경향을 띤다"고 주장한다. 브릴은 핸드백 하우스에 대한 편견이 "하위문화가 자신을 정의하는 대상인 대중문화의 비하된 '주류'의 여성화를 통해 가장 명확하게 표현된다"고 주장한다.

## 같이 보기
- 캠프 (양식)
- 디바
- 게이 앤섬
- 게이 클럽
- 게이 아이콘